# 100 Mulheres (BBC)
100 Mulheres é uma série multi-formato da BBC iniciada em 2013. A série examina o papel das mulheres no século XXI e inclui eventos em Londres, no México e no Brasil. Assim que a lista é divulgada, é o começo do que é descrito pelo projeto como a "temporada das mulheres da BBC", com duração de três semanas, que inclui a transmissão, relatórios online, debates e criação de conteúdo jornalístico sobre o tópico das mulheres. Mulheres de todo o mundo são incentivadas a participar através do Twitter[carece de fontes?] e comentar sobre a lista, bem como as entrevistas e debates que seguem a libertação da lista. Em parceria com a Wikimedia UK, são organizados eventos de edição (edit-a-thons) em que são produzidos artigos na Wikipédia sobre as mulheres presentes na lista de cada ano, bem como outras mulheres de relevância.

## História
Depois do caso de estupro coletivo de Délhi em 2012, a editora da BBC Fiona Crack e outras jornalistas, como Liliane Landor foram inspiradas a criar uma série enfocando as questões e realizações das mulheres na sociedade atual. Crack sentiu que muitas das questões que as mulheres estavam enfrentando não estavam recebendo cobertura em profundidade, e, em março de 2013, a BBC recebeu uma "invasão de comentários de mulheres ouvintes" para que a BBC fornecesse mais "conteúdo feito por e sobre as mulheres."
Assim, a BBC lançou a série em 2013 para abordar a sub-representação das mulheres na mídia. As mulheres que participaram no primeiro programa foram escolhidas através de uma pesquisa em serviços em 26 diferentes línguas. A programação ocorreu no decorrer do mês, culminando em uma conferência realizada em 25 de outubro, na qual 100 mulheres de todo o mundo discutiram assuntos que compartilhavam em comum. Uma ampla gama de tópicos foi debatida cobrindo desafios de emprego, feminismo, maternidade e religião, para examinar os desafios culturais e sociais enfrentados pelas mulheres em suas vidas.
A série abordou desde então muitos tópicos, incluindo educação, saúde, igualdade de remuneração, mutilação genital, violência doméstica e abuso sexual e procura fornecer às mulheres uma plataforma para discutir como melhorar o mundo e eliminar o sexismo. As mulheres incluídas na lista são de todo o mundo que estão envolvidos em diversos campos de trabalho. As mulheres que já são famosas são incluídas, assim como as pessoas que são menos conhecidas.

## Listas por ano

### 2022
A lista das 100 Mulheres (BBC) do ano de 2022 premiou 100 mulheres por serem inspiradoras e influentes em diversas áreas. Na lista de 2022 encontra-se Olena Zelenska, arquiteta pela Kryvyi Rih National University, roteirista e atual primeira-dama da Ucrânia. Após a invasão russa, Olena usou suas redes para chamar atenção para o sofrimento do povo de seu país, isso a tornou a primeira mulher de um presidente não americano a se dirigir diretamente ao Congresso dos Estados Unidos.

### 2021
Na lista de 2021 encontra-se Malala Yousafzai, uma ativista paquistanesa, e a pessoa mais nova a ser laureada com prémio Nobel. É conhecida principalmente pela defesa dos direitos humanos das mulheres e do acesso à educação na sua região natal do vale do Suate na província de Khyber Pakhtunkhwa, no nordeste do Paquistão, onde os talibãs locais impedem as jovens de frequentar a escola. Desde então, o ativismo de Malala tornou-se um movimento internacional.

### 2020
Na lista desse ano encontra-se Nisreen Alwan, pesquisadora britânica-iraquiana de saúde pública e professora associada de saúde pública na Universidade de Southampton, na qual realiza estudos sobre saúde e bem-estar de mulheres e crianças com enfoque na gravidez. Durante a pandemia de covid-19 em 2020, Nisreen fortaleceu a conscientização acerca da necessidade dos países medirem e abordarem não apenas a mortalidade mas também os problemas de saúde de longo prazo causados pelo novo coronavírus.

### 2019
Na lista publicada em 2019 encontram-se as brasileiras Djamila Ribeiro e Tabata Amaral. Djamila é uma escritora, filósofa e ativista, muito influente no movimento que luta pelos direitos das mulheres afro-brasileiras.
Tabata Amaral é uma ativista pela educação brasileira e deputada federal por São Paulo, formada em ciência política e astrofísica. Foi eleita enquanto filiada ao Partido Democrático Trabalhista (PDT) como a sexta candidata mais votada no estado, com 264 mil votos nas eleições de 2018. Em maio de 2021 Tabata entrou com recurso para se desfiliar do PDT, sem perda do mandato, que acabou ganhando.

### 2018
Na lista de 2018 encontra-se Abisoye Ajayi-Akinfolarin, empreendedora social nigeriana. Abisoye é fundadora e CEO da Pearls Africa Youth Foundation, organização sem fins lucrativos que foca na educação de meninas e mulheres em comunidades carentes por meio do acesso à proficiência em tecnologia e orientação para a independência financeira. Abisoye tem anos de experiência em tecnologia da informação, programação de computadores e análise de dados.

### 2017
Na lista de 2017 encontram-se nomes brasileiros como Adriana Brandão Behar ex-voleibolista brasileira que destacou-se como jogadora brasileira de voleibol de praia. Adriana é hoje a presidente da Comissão Mulher no Esporte do Comitê Olímpico Brasileiro. E Claudianny Drika, treinadora de futebol que se dedica a ensinar o esporte as crianças da favela da Rocinha, na cidade do Rio de Janeiro. Drika inspira os jovens a alcançar seu potencial por meio do esporte.

### 2016
O tema de 2016 foi o desafio. Uma parte do festival 100 Women festival ocorreu na Cidade do México nesse ano. A lista de 2016 foi publicada em ordem alfabética.

### 2015
A lista das 100 Mulheres da BBC de 2015 foi composta de nomes famosos internacionalmente, bem como de mulheres desconhecidas, mas que representam questões que todas as mulheres enfrentam. A lista de mulheres de 2015 inclui representantes de 51 países, que não são necessariamente aquelas que seriam vistas como modelos - uma mulher que sofre de depressão, uma mulher que luta por acesso igualitário a banheiros, uma mulher que encoraja outras a evitar maquiagem e uma nômade pastora de renas.

### 2014
Nesta lista de 2014 encontra-se Joyce Hilda Banda, 4º presidente do Malawi, sendo a primeira mulher presidente do país e a segunda mulher chefe de estado depois de Elizabeth ll. Banda foi a segunda mulher presidente do continente africano e primeira mulher vice-presidente do seu país. A Forbes nomeou em junho de 2014, a presidente Banda como a 40º mulher mais poderosa do mundo e a mulher mais poderosa da África. Em outubro de 2014, ela foi incluída no BBC's 100 Women.

### 2013
A lista das 100 Mulheres (BBC) do ano de 2013 premiou 100 mulheres por serem inspiradoras e influentes em diversas áreas. A série examina o papel das mulheres no século XXI e inclui eventos em Londres, no México e no Brasil. Mulheres de todo o mundo são incentivadas a participar através do Twitter e comentar sobre a lista, bem como as entrevistas e debates que seguem a liberação da lista. A lista 100 Mulheres (BBC) é publicada anualmente desde 2013.